# Berardino Libonati
Berardino Libonati (Roma, 8 marzo 1934 – Roma, 30 novembre 2010) è stato un avvocato, dirigente d'azienda e professore universitario italiano.
Era titolare dello studio legale Libonati-Jaeger e professore emerito di diritto commerciale presso l'Università La Sapienza di Roma, nonché presidente della Banca di Roma.

## Biografia
Originario di Rotonda nel Potentino, figlio di Francesco Libonati, avvocato liberale che fu fra i fondatori de Il Mondo, allievo di Tullio Ascarelli, vinse il concorso a cattedra di professore ordinario nel 1970. Insegnò diritto commerciale all'università di Camerino (dapprima come professore incaricato, e quindi, successivamente alla vittoria del concorso, come professore ordinario) poi dal 1972, all'Università di Firenze (dal 1972 al 1973 presso la Facoltà di Economia, e dal 1974 presso la Facoltà di Giurisprudenza); nel 1982 fu chiamato alla facoltà di Giurisprudenza dell'Università La Sapienza di Roma; qui ha insegnato diritto fallimentare e poi diritto commerciale fino all'anno accademico 2009-2010 .
Libonati difese la Repubblica Italiana davanti alla Corte internazionale di giustizia dell'Aja nel caso Raytheon-ELSI. Ebbe numerosi incarichi come presidente o consigliere di amministrazione di società: oltre che presidente della Banca di Roma dal 2002, fece parte del consiglio di amministrazione di Mediobanca dal 2001 e di quello di Pirelli dal 2005, fu presidente del consiglio di amministrazione di Swiss Re Italia dal 1996, consigliere di amministrazione di Acotel Group dal maggio 2000 e di Nomisma dal maggio 2003. Fece parte anche del board della ESI (Edizioni Scientifiche Italiane) dal 2003 e fu presidente di UNIDROIT (Institut pour l'unification du droit privé) dal 2000.
Fu anche presidente del Banco di Sicilia, di Telecom Italia, di TIM e sindaco - dopo le inchieste di Mani pulite - dell'Eni.
Il 9 febbraio 2007 il ministro dell'Economia Tommaso Padoa-Schioppa lo indicò come presidente della compagnia aerea Alitalia, in sostituzione di Giancarlo Cimoli. La ratifica avvenne durante l'assemblea degli azionisti del 22 febbraio. La gestione dell'azienda venne affidata dal consiglio di amministrazione presieduto da Libonati a Gabriele Spazzadeschi e Giancarlo Schisano. Dopo il fallimento del bando di gara per la privatizzazione, Libonati si dimise e venne sostituito da Maurizio Prato.
Morì a Roma, nella notte tra il 29 e il 30 novembre 2010, all'età di 76 anni, stroncato da un infarto.

## Opere
Lista parziale:
- “Holding e investment trust”, Milano, 1959
- “I titoli di credito nominativi”, Milano, 1965
- “Contratto bancario e attività bancaria”, Milano, 1965
- “Formazione del bilancio e destinazione degli utili”, Napoli, 1978
- “Il gruppo insolvente”, Firenze, 1981
- “Titoli di credito e strumenti finanziari”, Milano, 1999
- “Diritto Commerciale. Impresa e società”, Milano, 2005
- "Corso di diritto commerciale", Milano, 2009.

Berardino Libonati era anche direttore della “Rivista del diritto commerciale e del diritto generale delle obbligazioni”, condirettore di “Concorrenza e Mercato", e membro del comitato di direzione della “ Rivista delle Società".